# Calopteryx hyalina
Calopteryx hyalina là loài chuồn chuồn trong họ Calopterygidae. Loài này được Martin mô tả khoa học đầu tiên năm 1909.